# Adam Andryszczyk
Adam Andryszczyk (ur. 13 maja 1964 w Kowalach Oleckich) – polski poeta, kompozytor, piosenkarz i animator kultury.

## Życiorys
Absolwent Wyższej Szkoły Pedagogicznej w Olsztynie. W latach 1989–2020 był członkiem Polskiego Związku Autorów i Kompozytorów Muzyki Rozrywkowej (ZAKR). Laureat m.in. Festiwalu Piosenki Studenckiej w Krakowie, Spotkań Zamkowych „Śpiewajmy Poezję” w Olsztynie, Ogólnopolskiego Przeglądu Piosenki Autorskiej OPPA w Warszawie. Wystąpił na Festiwalu Piosenki Polskiej w Opolu. Otrzymał nagrodę ministra kultury i sztuki za teksty na MSTiWPA w Myśliborzu oraz nagrodę literacką pisma „Student”.
W latach 1997–1998 był związany z teatrem plenerowym, dla którego pisał muzykę (m.in. „Dwoje ludzieńków” według Bolesława Leśmiana). Od jesieni 1998 do lata 2000 roku występował na scenie „W.A.N.N.A.” przy Teatrze Dramatycznym im. Stefana Jaracza w Olsztynie. Współzałożyciel olsztyńskiej „Sceny BABEL”.
Wydał zbiór wierszy Jeszcze – proszę o dreszcze (Ausra, ISBN 83-87604-00-3) oraz powieść sensacyjno-przygodową Krymski Łut. Autor monodramu Normalka (Z Bliska, ISBN 83-914581-6-4), wystawianego m.in. na „Scenach Zielonych” przy warszawskim Teatrze na Woli.
Właściciel Mazurskiej Kuźni Dźwięku – studia nagrań, w którym zrealizował autorskie płyty Majówka, GROCHole, RockAndrole, Urodzinowe Rozterki, Ostatnia Przesiadka (EAN: 5905271440706). Nagrywał też autorskie audycje radiowe, reportaże i słuchowiska.
Od grudnia 2003 do marca 2007 roku był dyrektorem Gminnego Centrum Kultury i Sportu w Kowalach Oleckich. Organizuje Zajazd Bardów – imprezę poświęconą piosence autorskiej. Prezes i założyciel stowarzyszenia „Archiwiści Północy”.
W 2024 roku nagrał płytę „Menuet z Pogrzebaczem” (EAN: 5905271470215) do wierszy Stanisława Grochowiaka.

## Odznaczenia
- Odznaka honorowa Zasłużony dla Kultury Polskiej (2008)